# Ґладкув
Ґладкув (пол. Gładków) — село в Польщі, у гміні Тарчин Пясечинського повіту Мазовецького воєводства.
Населення — 82 особи (2011).
У 1975-1998 роках село належало до Варшавського воєводства.

## Демографія
Демографічна структура станом на 31 березня 2011 року:
|          | Загалом | Допрацездатний вік | Працездатний вік | Постпрацездатний вік |
| -------- | ------- | ------------------ | ---------------- | -------------------- |
| Чоловіки | 42      | 13                 | 25               | 4                    |
| Жінки    | 40      | 6                  | 27               | 7                    |
| Разом    | 82      | 19                 | 52               | 11                   |